# Kaplanei 9 (Quedlinburg)

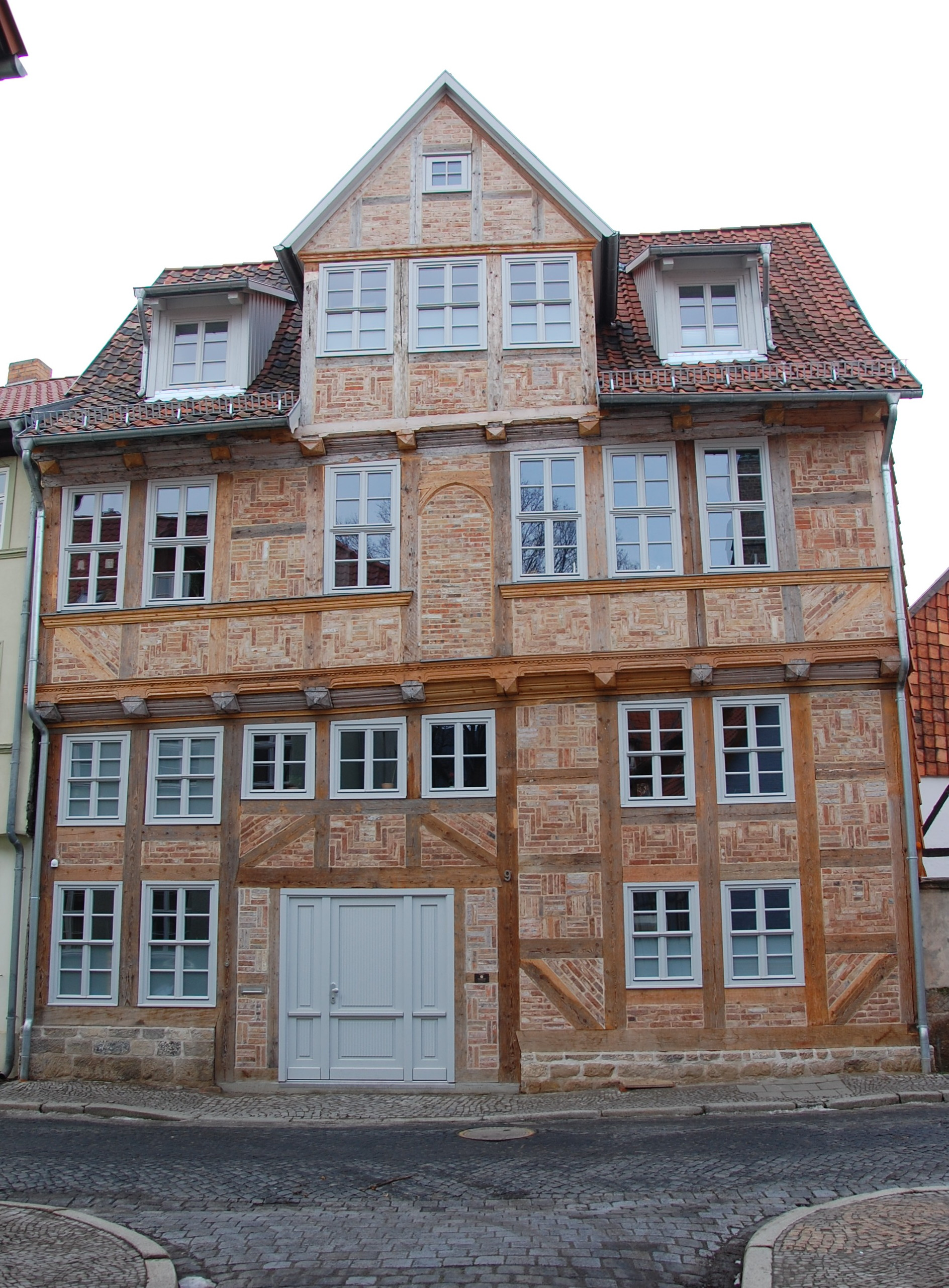
Haus Kaplanei 9

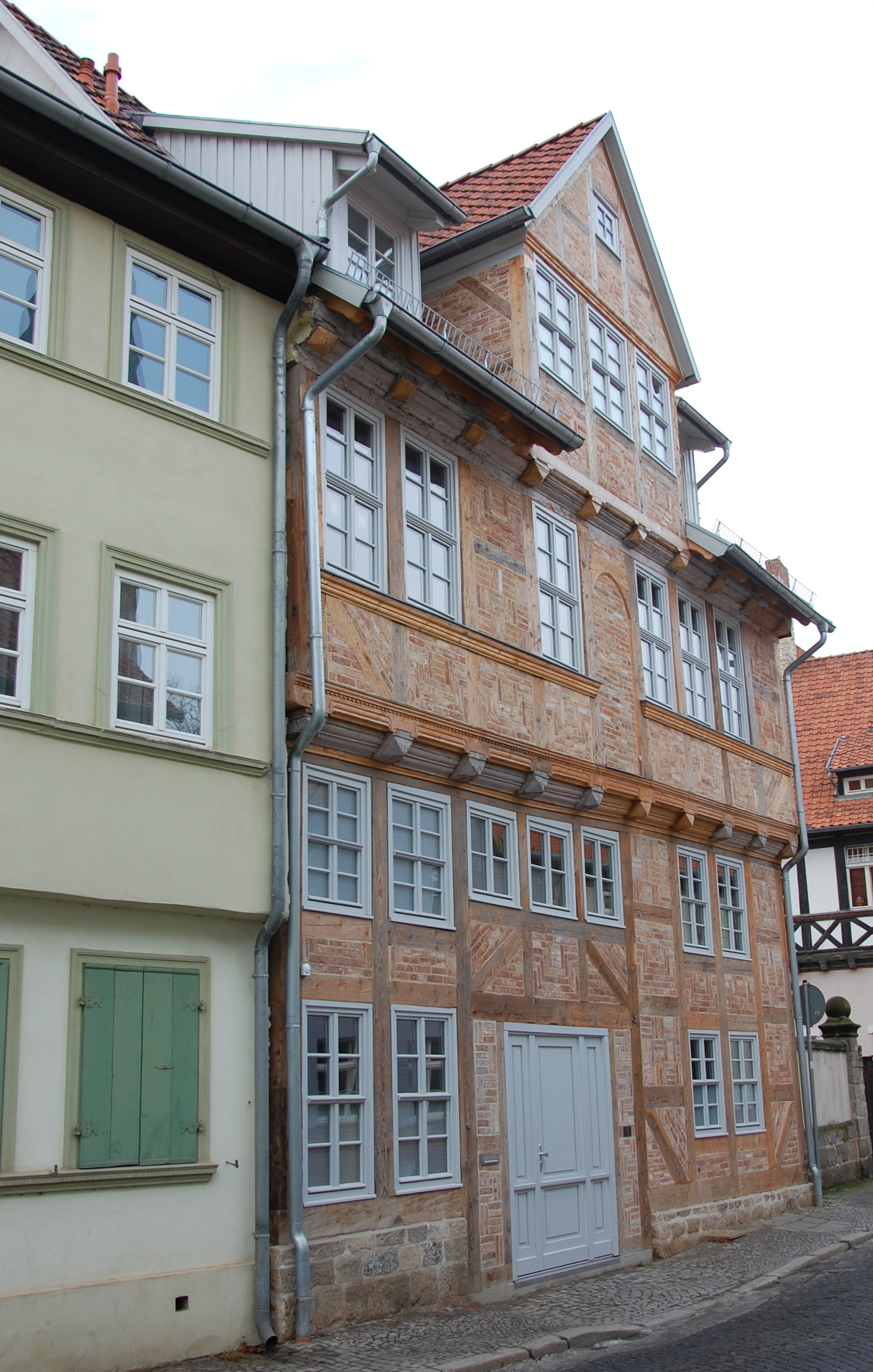
Blick aus östlicher Richtung

Das Haus Kaplanei 9 ist ein denkmalgeschütztes Gebäude in der Stadt Quedlinburg in Sachsen-Anhalt.

## Lage
Das Gebäude liegt in der historischen Quedlinburger Neustadt auf der Südseite der Straße Kaplanei, gegenüber der Einmündung eines Zugangs zum Neustädter Kirchhof. Das im Quedlinburger Denkmalverzeichnis eingetragene Wohnhaus gehört zum UNESCO-Weltkulturerbe. Östlich grenzt das gleichfalls denkmalgeschütztes Haus Kaplanei 8 an.

## Architektur und Geschichte
Das zweigeschossige Fachwerkhaus entstand in seinem Kern um 1700. Im Erdgeschoss befindet sich ein Zwischengeschoss. In der Zeit um 1800 wurde das Gebäude im Stil des Klassizismus umgebaut. Die Fensterfaschen waren mit Stuck gestaltet. Darüber hinaus bestanden massive Sohlbänke.
Etwa Anfang des 21. Jahrhunderts wurde das Gebäude saniert und umgebaut. Die Verputzung wurde wieder entfernt und das Fachwerk freigelegt. In das steile Dach des Hauses wurden ein großes Zwerchhaus sowie zwei Gauben eingefügt.